# Dimocarpus malesianus
Espèce
Dimocarpus malesianus est une espèce de plantes à fleurs de la famille des Sapindaceae. On le trouve en Indochine et en Malaisie. C'est un arbre proche du longane. Son bois très dur est utilisé pour différents usages.

## Description
Dimocarpus malesianus est parfois un arbuste, mais le plus souvent un arbre à feuilles persistantes, le plus souvent monoïques. Les feuilles sont disposées en spirale, paripennées, rarement unifoliées, velues, souvent glabrescentes. Les inflorescences sont terminales et parfois dans les aisselles supérieures des feuilles. Les fleurs sont unisexuées, actinomorphes, avec cinq (ou six) sépales, confluents à la base, imbriqués, égaux, non pétaloïdes, à l'extérieur densément tomenteux, à l'intérieur à poils courts au moins dans la partie supérieure, non ciliés, entiers. Les pétales sont de 0 à 5 (ou 6), généralement plus longs que les sépales, plus ou moins oblancéolés, sans écailles. Les étamines entre 6 et 8 à 10, égales (pour la plupart) ou plus ou moins distinctement alternativement longues et courtes, exsertes ou non. Il y a un ovule par cellule, attaché de façon axillaire près de la base. Les fruits sont des graines globulaires. 
Les arbres atteignent généralement 30 m de haut, exceptionnellement 40 m. Le tronc a généralement un diamètre allant jusqu'à 30 cm, parfois jusqu'à 80 cm, avec des contreforts pouvant atteindre 2 m de haut. Son fruit, dénommé en anglais alupag, ressemble à un longane, mais avec une peau plus bosselée. Il s'agit d'une forme du longan, beaucoup plus connu. Alors que le longan ne fructifie pas bien à basse altitude sous les tropiques, cette sous-espèce est beaucoup mieux adaptée aux tropiques de plaine.

## Répartition et habitat
Dimocarpus malesianus est présent en Asie du Sud-Est, Birmanie, Thaïlande, Cambodge, Laos, Viêt Nam, Malaisie, Indonésie, Philippines. On le trouve dans les forêts primaires, plus rarement secondaires, souvent sur les pentes, sur les crêtes, le long des berges des rivières, etc. Sur des sols variés : basiques, acides, sablonneux, argileux, généralement secs, parfois marécageux ; à des altitudes allant de près du niveau de la mer à 200 m, parfois jusqu'à 600 m/

## Utilisation
Le bois de cœur est brun rougeâtre et ne se distingue pas clairement de l'aubier, de couleur plus claire. Le bois est solide, résistant, très dur, difficile à fendre, très durable, séchant facilement mais lentement avec peu ou pas de dégradation. Il est utilisé pour la construction, les tuyaux de navette, les roulements, les supports de tissage textile, les peignes et les crosses de fusil.
La plante est parfois cultivée comme plante fruitière.

## Systématique
Le nom correct complet (avec auteur) de ce taxon est Dimocarpus malesianus (Leenh.) Lithanat. (d) & Chaowasku (d).
Le basionyme de ce taxon est : Dimocarpus longan malesianus Leenh.
Dimocarpus malesianus a pour synonymes :
- Dimocarpus informis Lour.
- Dimocarpus lichi Lour.
- Dimocarpus longan subsp. malesianus Leenh.
- Dimocarpus longan var. longetiolatus Leenh.
- Dimocarpus longan var. malesianus
- Euphorbia radlkoferi Oudejans
- Euphoria cambodiana Lecomte
- Euphoria elongata Radlk.
- Euphoria fragifera Gagnep.
- Euphoria gracilis Radlk.
- Euphoria informis (Lour.) Poir.
- Euphoria malaiensis (Griff.) Radlk.
- Euphoria microcarpa Radlk.
- Euphoria morigera Gagnep.
- Euphoria pallens Pierre
- Euphoria setosa Radlk.
- Litchi lichi (Lour.) Britton
- Nephelium informe (Lour.) Cambess.
- Nephelium malaiense Griff.
- Nephelium setosum (Radlk.) Ridl.
- Pometia curtisii King
- Sapindus cinereus Turcz.
- Scytalia informis (Lour.) Raeusch.

### Étymologie
Le nom générique Dimocarpus vient du grec « deima » signifiant « crainte, frayeur » et « carpus » « fruit ». Le fruit fait peur car il ressemble à un « œil de dragon ». L'épithète malesianus vient de Malaisie.